# Абдурахмани Джами
Абдурахмани Джами (тадж. Абдураҳмони Ҷомӣ) — посёлок городского типа в Хатлонской области Таджикистана, административный центр района Абдурахмана Джами.

## История
Расположен в 12 км от железнодорожной станции Вахш. Статус посёлка городского типа присвоен в 1967 году. Назван средневекового персидского поэта Джами; до 2012 года носил название Куйбышев (в честь В. В. Куйбышева).

## Население
| 1970 | 1979 | 1989 | 2013   | 2015   | 2019   | 2020   | 2021   | 2022   |
| ---- | ---- | ---- | ------ | ------ | ------ | ------ | ------ | ------ |
| 6523 | 7941 | 9704 | 12 300 | 12 700 | 13 700 | 13 800 | 14 500 | 14 600 |